# Пауколики зглавкари
Арахнида (Arachnida) су најбројнија група (око 60.000 описаних врста) међу пауколиким животињама. (Врло често се називају исто као тип коме припадају, тј. пауколике животиње.) Највећи број су сувоземне врсте које живе у топлим пределима, док мањи број води паразитски начин живота, ако нпр. крпељи. Сматрају се првим зглавкарима који су населили копно. Према фосилним остацима се дошло до података да су скорпије живеле још у силуру.
Грађа је врло слична грађи хелицерата, а истовремено је и карактеристична за сваки од редова на које је подељена класа арахнида, па се више информација о њој може добити у оквиру сваког од наведених редова.
Тело им се састоји из два дела, цефалоторакса (cephalothorax), и абдомена (abdomen).

## Таксономија

### Редови
Класа Arachnida се дели на следеће редове:
- скорпије (Scorpiones)
- лажне скорпије (Pseudoscorpiones)
- пауци (Araneae)
- косци (Opiliones)
- крпељи (Acarina)
- Solipugida
- Palpigradi
- Uropygi
- Amblypygi
- Ricinulei